# Klovaskär (söder om Vänö, Kimitoön)
Klovaskär är en ö i Finland. Den ligger i Skärgårdshavet och i kommunen Kimitoön i landskapet Egentliga Finland, i den sydvästra delen av landet. Ön ligger omkring 68 kilometer söder om Åbo och omkring 160 kilometer väster om Helsingfors. Klovaskär ligger 3 meter över havet. Den ligger på ön Kråkskär.
Öns area är 2,9 hektar och dess största längd är 300 meter i nord-sydlig riktning. Det finns inga samhällen i närheten.